# Synandwakia multitentaculata
Synandwakia multitentaculata is een zeeanemonensoort uit de familie Andvakiidae.
Synandwakia multitentaculata is voor het eerst wetenschappelijk beschreven door Song in 2003.